# 母の眠り
『母の眠り』（原題: One True Thing）は、1998年製作のアメリカ合衆国の映画。ピューリッツァ賞を受賞したジャーナリスト、アナ・クィンドレンの小説をもとに描いた家族ドラマ。本作品でメリル・ストリープはアカデミー主演女優賞にノミネートされた。

## キャスト
括弧内は日本語吹替。
- ケイト・グルデン：メリル・ストリープ（池田昌子）
- エレン・グルデン：レネー・ゼルウィガー（佐々木優子）
- ジョージ・グルデン：ウィリアム・ハート（小川真司）
- ブライアン・グルデン：トム・エヴェレット・スコット（石川禅）
- ジュールズ：ローレン・グレアム（水谷優子）
- ジョーダン：ニッキー・カット（松本保典）
- 地方検事：ジェームズ・エックハウス

## 評価
レビュー・アグリゲーターのRotten Tomatoesでは60件のレビューで支持率は88%、平均点は7.20/10となった。Metacriticでは25件のレビューを基に加重平均値が63/100となった。